# 松本康 (実業家)
松本 康（まつもと こう、1950年〈昭和25年〉2月8日 - 2022年〈令和4年〉9月28日）は、日本の実業家、福岡の輸入レコード店JUKE RECORDSの創立者。
福岡市内においてロックやブルースを中心とした海外直輸入のレコードおよびCD店ジューク・レコードの創立者兼店主。70年代後期から80年代にかけ福岡で盛んになった福岡のロック（めんたいロック）の誕生を陰から支え「6番目のサンハウス」と呼ばれる。当時マイナーで手に入りにくかったブルースや欧米のロックを塾長のかたちで紹介し、国内に広めることに尽力した。

## 経歴
福岡でレコード店を45年以上続けた松本康は地元福岡のみならず県外や関西・関東からも広く音楽の師として慕われ、周囲には音楽を愛する人たちが集まった。
西南学院大学に入学後、知人から声をかけられ1971年から博多区須崎町のロック喫茶「ぱわぁはうす」でアルバイトを始め、そこで鮎川誠やサンハウスのメンバーと出合う。24才まで勤務。
ぱわぁはうすを辞めた後もロック喫茶などに通い音楽を聴いていた。友達と皆んなでレコードを買えば一枚の単価が安くなることからみんなに「一緒に輸入しようよ」と呼びかけたのがレコード屋を開くきっかけとなり、1977年5月25日に27才で福岡市天神に輸入レコードの専門店「JUKE RECORDS（ジューク・レコード）」をオープンする。
1980年代は地元福岡で各種ロック・イヴェントへの参加、アンジーなど国内アーティスト達の自主制作盤を制作、FM福岡のラジオ番組「LET IT BEAT 」のDJなど多彩な活動をする。その後も多くのラジオ番組への出演やイヴェントの選曲などを手がける。
2003年、福岡市内親不孝通りの近くにロック・バー「JUKE JOINT（ジューク・ジョイント）をオープンする。
2022年9月28日、午前9時23分。肝細胞がんの為、福岡市内で死去。葬儀は身内のみで執り行われ、後日お別れの会を予定している。